# Susana Campos
Susana Campos (Buenos Aires, 31 de agosto de 1934 -Buenos Aires, 16 de octubre de 2004) fue una actriz de teatro, cine y televisión argentina cuya carrera se extendió a otros países de Hispanoamérica.

## Sus inicios
Desde muy joven demostró su vocación por la actuación. Tuvo su primera oportunidad, según algunos registros, en 1946 con Tres millones... y el amor, de Luis Bayón Herrera. Otros investigadores establecen que su carrera se inició en 1947, cuando fue seleccionada junto a otras muchachas, entre ellas Analía Gadé, en un concurso para acompañar a María Duval en La serpiente de cascabel, de Carlos Schlieper y otros ubican a la joven actriz en una película anterior, Mi novia es un fantasma, de Francisco Mugica.

## Su trabajo en el cine

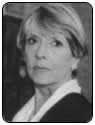
Susana Campos, Año 1980.

Luego siguieron otros papeles, pero en su vida profesional hubo tres directores que iban a enriquecer su veta dramática: Leopoldo Torre Nilsson, en Graciela (1956); Mario Soffici, en Rosaura a las diez (1958), y René Mugica, en Hombre de la esquina rosada (1962), donde interpreta a La Lujanera.
Su ductilidad como actriz y algo mucho más importante: la sobriedad con que podía componer sin caer en excesos era asombrosa. Basta ver la excelente Rosaura a las diez (1958), en la que, a las órdenes de Mario Soffici, interpretaba a una ambigua y misteriosa muchacha, exquisita en el sueño de su autor, vulgar y repugnante en la realidad, que se convierte en el eje central de una pensión familiar, varios de cuyos habitantes fueron interpretados por republicanos españoles exiliados.
En los años sesenta viajó a España, donde filmó varias películas, como Mi calle de Edgar Neville. La actriz solía aparecer en el cine teñida de rubia, lo que no gustaba a José Luis Borau, que la admiraba por su belleza serena y limpia tanto como por su talento. Al elegirla para protagonizar Crimen de doble filo (1964) logró convencerla de que luciera su color natural, algo de lo que se siente orgulloso. «Era una mujer muy inteligente —recuerda— siempre sabía por dónde ibas en cuanto abrías la boca». Otras actuaciones recordadas fueron en Del brazo y por la calle (1966), Los muchachos de antes no usaban gomina (1969), El día que me quieras (1969), con Hugo del Carril, Los chicos crecen (1976) y Los viernes de la eternidad (1980).

## Actuación en teatro y televisión
Subió al escenario teatral de la mano de Enrique Santos Discépolo, en Blum; luego sería el turno de La muerte de un viajante, de Arthur Miller, y Culpable, junto a Narciso Ibáñez Menta; Diálogo de Carmelitas, para luego continuar con Póker de amor (1969), ¿Quién soy yo...? (1970), de Luca, y Pato a la naranja (1973). En 1974, junto a quien era su marido, Rudy Carrié, alquiló el teatro Colonial, y puso Pijama de seda, de Arthur Long, que luego llevó a Madrid. También tuvo el protagonismo en Muchas felicidades (1980), de Sergio Jockymann y El farsante (1976), de Richard Nash. Hizo asimismo varias temporadas junto a Alberto Closas. En 2004, Carlos Furnaro la convocó para interpretar una pieza de su autoría, Afectos compartidos, dirigida por Lía Jelín, pero fue un proyecto que no pudo concretar. De su trabajo teatral resulta inolvidable la exitosa obra Brujas, que coprotagonizó con Nora Cárpena, Moria Casán, Thelma Biral y Graciela Dufau, que en los últimos tiempos le ayudaban en el escenario para moverse y superar sus limitaciones oculares producidas por la enfermedad que finalmente ocasionó su muerte.
En 1966 trabajó en el programa Galería Polyana que con buena repercusión se transmitió entre mayo y octubre por Canal 9 de lunes a viernes con libros de la autora teatral Clara Giol Bressan y un elenco que incluía a Virginia Lago, Fanny Navarro, Enzo Viena, Ricardo Passano, Patricia Shaw, Aída Luz, María José Demare, Nelly Darén y Gloria Raines. También trabajó en otros ciclos como El hombre que volvió de la muerte, Estación Retiro, Lo mejor de nuestra vida, nuestros hijos, Profesión ama de casa, Jorchu, Libertad condicionada, Dulce Ana, Los ángeles no lloran, Milady y últimamente grabó El deseo, en una elogiada actuación interpretando a una mujer que sufría de arterioesclerosis y que revelaba secretos que nadie quería conocer.
Su incansable vocación actoral la mantuvo activa hasta el final. En 2002 había filmado Cautiva, ópera prima de Gastón Biraben, junto con Hugo Arana, en la que compuso el papel de la abuela de una niña apropiada durante la última dictadura, y en el año de su muerte actuó en Cómo pasan las horas, en la que interpreta a una mujer enferma de cáncer. Se trata de una historia familiar que se desarrolla en un día.
Mesurada, distinguida para asumir con responsabilidad cada uno de sus personajes. Así era Susana Campos y así queda demostrado en cada una de sus actuaciones

## Su última película
Filmada en 2004 y dirigida por Inés de Oliveira Cézar, Cómo pasan las horas tiene guion de la directora en colaboración con el dramaturgo Daniel Veronese. Se trata de la historia de un matrimonio con un hijo, cuyos caminos se bifurcan en dos viajes paralelos. Por un lado, un largo paseo que emprenden el padre (Guillermo Arengo) y su hijo (Agustín Alcoba), que viajan en camioneta hasta un desolado paraje playero y siguen en una larga caminata que incluye sencillas conversaciones y largos silencios, con los que se va construyendo una lenta tensión dramática. Por otra parte la mujer (Roxana Berco) va a buscar a su madre, enferma (interpretada por su madre en la vida real, Susana Campos), que vive en un paraje alejado y boscoso y que se encuentra enferma de cáncer. Con una sensación de finalidad, de ser probablemente el último encuentro entre ambas, las dos caminan, charlan, se sientan en el bosque, cantan y se miman, siendo inevitable percibir el paralelo con Madre e hijo, de Aleksandr Sokurov, máxime que la directora utiliza por momentos el mismo lente distorsionador, anamórfico, que el ruso usó en aquel clásico filme, cuyo tema tenía bastantes puntos de contacto con este.
El filme respeta los tiempos, los silencios y los movimientos pausados de estos cuatro seres a lo largo de unas pocas horas de un día que evoluciona hacia lugares inesperados. En su afán de «ser» más que de «representar», el filme es profundamente cinematográfico, dejando de lado casi todos los resortes dramáticos convencionales y de estructura conocidos. Con una clara influencia del cine contemplativo de autores del Este de Europa (como Bela Tarr, Angelopoulos, Tarkovski o el citado Sokurov), resulta una película verdadera, honesta y tocante. Un filme que está entre lo mejor de este discreto año del cine nacional, al menos en términos de descubrimientos.

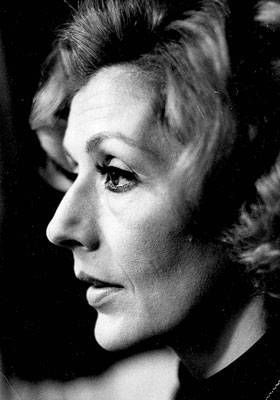
Susana Campos.

La película fue estrenada en el Festival Internacional de Cine de Berlín de 2005, el mismo año recibió el premio Fipresci a Mejor Película Nacional y fue nominada en los rubros película, dirección y fotografía para los Cóndor de Plata.

## Su fallecimiento
Víctima de un tumor cerebral del que había sido operada en 1999, la intérprete pasó buena parte de las últimas semanas en el Hospital Italiano, hasta que fue trasladada a su casa con «internación domiciliaria», donde falleció. Conforme su voluntad expresada sus restos fueron cremados.

## Vida personal
Estuvo casada con los actores Alberto Berco y Rudy Carrié, de los que se divorció. De sus matrimonios tuvo tres hijos: Javier Sola, que falleció en un accidente automovilístico; Roxana Berco, que sigue los pasos artísticos de su madre; y María Morena Cortabarría.

## Premios y nominaciones
- Nominada en 2006 al Premio Martín Fierro a la mejor actriz de reparto por su actuación en el programa El Deseo (2004).
- Nominada en 2006 al Premio Cóndor de Plata a la mejor actriz de reparto por Cautiva (2003).
- Premio a la trayectoria en la entrega de los Cóndor de Plata a la producción cinematográfica argentina (2002).
- Diploma al Mérito Radio y TV de la Fundación Konex (1981).
- Premio Ace a la mejor actriz en 1971 por El día que me quieras (1969).
- Premio Perla del Cantábrico a la mejor actriz por Hombre de la esquina rosada en el Festival Internacional de Cine de San Sebastián (1962).
- Premio Cóndor de Plata a la mejor actriz a la mejor actriz en 1959 por Rosaura a las diez (1958).

## Filmografía

### Cine
- El comisario de Tranco Largo (1942) Dir. Leopoldo Torres Ríos.
- La importancia de ser ladrón (1944) Dir. Julio Saraceni.
- Mi novia es un fantasma (1944).
- Tres millones... y el amor (1946).... Extra. Dir. Luis Bayón Herrera.
- El tercer huésped (1946).
- Un marido ideal (1947) Dir. Luis Bayón Herrera.
- La novia de la Marina (1948) Dir. Benito Perojo.
- El barco sale a las diez (1948) Dir. Francisco Mugica.
- La serpiente de cascabel (1948)...Alumna Dir. Carlos Schlieper.
- Novio, marido y amante (1948) Dir. Mario C. Lugones.
- Fascinación (1949) Dir. Carlos Schlieper
- La cuna vacía (1949) Dir. Carlos Rinaldi.
- Fúlmine (1949) Dir. Luis Bayón Herrera.
- Cita en las estrellas (1949) Dir. Carlos Schlieper.
- Arroz con leche (1950) Dir. Carlos Schlieper.
- ¿Vendrás a medianoche? (1950) Dir. Arturo García Buhr.
- Cuando besa mi marido (1950) Dir. Carlos Schlieper.
- Los árboles mueren de pie (1951) Dir. Carlos Schlieper.
- El hermoso Brummel (1951) Dir. Julio Saraceni.
- Fantasmas asustados (1951) Dir. Carlos Rinaldi.
- La patrulla chiflada (1952) Dir. Carlos Rinaldi.
- Mi hermano Esopo (Historia de un Mateo) (1952) Dir. Luis Mottura.
- Uéi Paesano (1953) Dir. Manuel Romero.
- La niña del gato (1953) Dir. Román Viñoly Barreto.
- Detective (1954) Dir. Carlos Schlieper.
- Caídos en el infierno (1954) Dir. Luis César Amadori.
- Romeo y Julita (1954) Dir. Enrique Carreras.
- Bacará (1955) Dir. Kurt Land.
- La delatora (1955) Dir. Kurt Land.
- La noche de Venus (1955) Dir. Virgilio Nuguerza.
- La cigüeña dijo ¡Sí! (1955) Dir. Enrique Carreras.
- Vida nocturna (1955) Dir. Leo Fleider.
- Historia de una soga (1956) Dir. Enrique de Thomas (Wing).
- Graciela (1956) Leopoldo Torre Nilsson.
- Amor a primera vista (1956) Dir. Leo Fleider.
- Pecadora (1956) Dir. Enrique Carreras.
- Todo sea para bien (1957) Dir. Carlos Rinaldi.
- Detrás de un largo muro (1958) Dir. Lucas Demare.
- Rosaura a las diez (1958) Dir. Mario Soffici.
- Amor prohibido (1958) Dir. Luis César Amadori.
- Bombas para la paz (España 1959) Dir. Antonio Román.
- 091, policía al habla (España 1960) Dir. José María Forqué.
- La vida privada de Fulano de Tal (España 1960) Dir. José María Forn.
- Mi calle (España 1960) Dir. Edgar Neville.
- Un bruto para Patricia (España 1960) Dir. León Klimovsky.
- Siempre es domingo (España 1961) Dir. Fernando Palacios.
- Accidente 703 (España-Argentina 1962) Dir. José María Forqué.
- Los culpables (España 1962) Dir. José María Forn.
- Cena de matrimonios (España 1962) Dir. Alfonso Balcázar.
- Ensayo general para la muerte (España 1962) Dir. Julio Coll.
- Escuela de seductoras (España 1962) Dir. León Klimovsky.
- Usted tiene ojos de mujer fatal (España 1962) Dir. José María Elorrieta.
- Hombre de la esquina rosada (1962) Dir. René Mugica.
- El bruto (1962) Dir. Rubén W. Cavallotti.
- Piedra de toque (España 1963) Dir. Julio Buchs.
- Crimen de doble filo (España 1964) Dir. José Luis Borau.
- Rueda de sospechosos (España 1964) Ramón Fernández.
- La boda (1964) Dir. Lucas Demare.
- Como dos gotas de agua (España 1964) Dir. Luis César Amadori.
- Del brazo y por la calle (1966) Dir. Enrique Carreras.
- Mestizo (España 1966) Dir. Julio Buchs.
- Coche cama, alojamiento (1967) Dir. Julio Porter.
- Villa Cariño (1967) Dir. Julio Saraceni.
- Digan lo que digan (España-Argentina 1968) Dir. Mario Camus.
- El bulín (1969) Dir. Ángel Acciaresi.
- El día que me quieras (1969) Enrique Cahen Salaberry.
- Los muchachos de antes no usaban gomina (1969) Dir. Enrique Carreras.
- Vamos a soñar con el amor (1971) Dir. Enrique Carreras.
- Muñequitas de medianoche (inédita - 1974) Dir. Patricia Gal.
- Bodas de cristal (1975) Dir. Rodolfo Costamagna.
- Los chicos crecen (1976) Dir. Enrique Carreras.
- Así es la vida (1977) Dir. Enrique Carreras.
- Los viernes de la eternidad (1981) Dir. Héctor Olivera.
- Loraldia (El tiempo de las flores) (1991) Dir. Oscar Aizpeolea.
- Mi familia (EE. UU. 1995) Dir. Gregory Nava.
- Cautiva (2003) Dir. Gastón Biraben.
- Cómo pasan las horas (2004) Dir. Inés de Oliveira Cézar.

### Televisión
- 1964: Primera fila
- 1965: Su comedia favorita (Canal 9).
- 1965: El malentendido
- 1967: Concierto en mí
- 1969: Historias en la noche
- 1969: Un pacto con los brujos (Antonieta) (Canal 9).
- 1969: El hombre que volvió de la muerte (Liria) (Canal 9).
- 1970: Su comedia favorita: "No me niegues tu amor" ([[Canal 9).
- 1970: Su comedia favorita: "Matrimonio siglo veinte" (Canal 9).
- 1970: Otra vez Drácula (Hermana) (Canal 9).
- 1971: Teatro 13 -Ep: "Lucha hasta el alba"- (Canal 13).
- 1971: N. Ibáñez Menta presenta: "El abuelo" (Canal 9).
- 1971: Alta Comedia -Ep: "Los pulpos"- (Canal 9).
- 1971: Alta Comedia -Ep: "Bel Ami"- (Canal 9).
- 1971: Alta Comedia -Ep: "El buen mozo"-'' (Canal 9).
- 1971: Alta Comedia -Ep: "¿Quién mató al abuelo?"- (Canal 9).
- 1971/1972....... Estación Retiro (Mariángeles) (Canal 9).
- 1972: Alta Comedia -Ep: "El tramposo"- (Canal 9).
- 1973: Humor a la italiana -Ep: "Yo quiero... pero ella no" (Roxana)- (Canal 9).
- 1973: Humor a la italiana -Ep: "Vamos a contar mentiras" (Julia)- (Canal 9).
- 1973: Humor a la italiana -Ep: "Se necesita un amante"- (Canal 9).
- 1973: Alta Comedia -Ep: "Los anónimos"- (Canal 9).
- 1973]]: Alta Comedia -Ep: "La máquina de descubrir"- (Canal 9).
- 1973: Alta Comedia -Ep: "Hondo es el silencio"- (Canal 9).
- 1973: Jugar a morir (Pola) (Canal 13).
- 1973/1976....... Lo mejor de nuestra vida... nuestros hijos (Canal 9).
- 1976....... Extraño interludio (Canal 13).
- 1974: Alta Comedia -Ep: "Tiempo de reír, tiempo de llorar"- (Canal 9).
- 1974: Alta Comedia -Ep: "El buen mozo"- (Canal 9).
- 1979/1980....... Profesión, ama de casa (Marcela) (Canal 9).
- 1981: La torre en jaque (Canal 11).
- 1981: El mundo del espectáculo -Ep: "Ceremonia secreta" (Leónides)- (Canal 13).
- 1981: Las 24 horas -Ep: "Veinticuatro horas antes de la realidad" (Presentadora) (Canal 13).
- 1981: Las 24 horas -Ep: "Veinticuatro horas antes de la casa" (Presentadora) (Canal 13).
- 1981: Las 24 horas -Ep: "Veinticuatro horas antes de la partida" (Presentadora) (Canal 13).
- 1981: Las 24 horas -Ep: "Veinticuatro horas después de la verdad" (Presentadora) (Canal 13).
- 1981: Las 24 horas -Ep: "Veinticuatro horas antes de la respuesta" (Presentadora) (Canal 13).
- 1982: Las 24 horas -Ep: "Veinticuatro horas antes del regreso" (Presentadora)- (Canal 13).
- 1982: Las 24 horas -Ep: "Veinticuatro horas antes de la compensación" (Presentadora)- (Canal 13).
- 1982: Las 24 horas -Ep: "Veinticuatro horas antes de la revelación" (Presentadora)- (Canal 13).
- 1982: Las 24 horas -Ep: "Veinticuatro horas antes del sorteo" (Presentadora)- (Canal 13).
- 1982: Las 24 horas -Ep: "Veinticuatro horas antes del regalo" (Presentadora)- (Canal 13).
- 1982: Las 24 horas -Ep: "Veinticuatro horas antes de la sospecha" (Presentadora)- (Canal 13).
- 1982: Todos los días la misma historia
- 1985: Libertad condicionada (Canal 9).
- 1991: La bonita página (ATC).
- 1991/1992....... Atreverse (Telefe).
- 1993: Alta Comedia -Ep: "Castigo de amor" (Canal 9).
- 1993: Alta Comedia -Ep: "Casada como dios manda" (Canal 9).
- 1993: Alta Comedia -Ep: "El alma al diablo" (Canal 9).
- 1994: Para toda la vida (Telefe).
- 1994: Alta Comedia -Ep: "Mi hijo vive"- (Canal 9).
- 1994: Alta Comedia -Ep: "Como dos extraños"- (Canal 9).
- 1995: Leandro Leiva, un soñador (Canal 9).
- 1995: Dulce Ana (Mariana Iturbe Montalbán) (Canal 9).
- 1996: Los ángeles no lloran (María Segovia/Lucrecia de la Mezia Terme) (Canal 9).
- 1997: Milady, la historia continúa (Regina de Valladares) (Telefe).
- 1998: Señoras sin señores (Lucrecia) (Telefe).
- 2001: El vestido de terciopelo (Canal 7).
- 2004: El deseo (Luisa) (Telefé).